# 올리브나무 (이탈리아)
올리브나무(이탈리아어: L'Ulivo 룰리보[*])는 1995년부터 2007년까지 존재했던 이탈리아의 중도좌파 정당 연합이다.
1995년 로마노 프로디에 의해 결성되었으며 1996년에서 실시된 총선거에서 승리하면서 이탈리아 원내 제1당이 되었다. 1998년에는 마시모 달레마 총리가 대표로 취임했지만 2001년에 실시된 총선거에서 중도우파 정당 연합인 자유의 집에 패배하고 만다. 2006년에 실시된 총선거에서 승리하면서 다시 이탈리아 원내 제1당이 되었지만 2007년 10월 민주당에 통합되면서 소멸되었다.

## 같이 보기
- 중도좌파 연합